# Савченко, Юрий Тимофеевич
Юрий Тимофеевич Са́вченко — советский и российский архитектор, удостоенный Государственной премии РСФСР по архитектуре.

## Биография
Родился 17 марта 1935 года в Ленинграде. В 1953 году поступил, а в 1960 году окончил архитектурно-градостроительное отделение Ленинградского инженерно-строительного института. С 1965 года — член Союза архитекторов СССР.

## Работа
Юрий Савченко являлся одним из авторов-разработчиков первого плана посёлка Сосновый Бор и с 1976 по 1984 год осуществлял руководство и надзор над строящимися объектами Соснового Бора. Среди проектов, осуществлённых в данный период, — Малая Копорская крепость, Андерсенград, памятник «Защитникам Отечества».
В 1984 году назначен главным архитектором города Костомукша.
В 1990 году приглашён на должность главного архитектора Соснового Бора, на которой пробыл до 1998 года.
С 1990 по 1993 год являлся депутатом Ленинградского областного Совета народных депутатов.
Герб Соснового Бора, утверждённый в 1996 году, является работой Юрия Савченко.

## Награды и премии
- Государственная премия РСФСР в области архитектуры (1970) — за создание градостроительного комплекса Сосновый Бор (проектирование и строительство микрорайона № 2)
- Премия Совета Министров СССР (1977) — за разработку и строительство дома отдыха «Судак» Министерства среднего машиностроения СССР в Крыму.
- Почётный гражданин города Сосновый Бор.